# Bolesław Skowroński
Bolesław Skowroński, pseud. Bogdan, Bolek, Długi Wojtek, Duży Wojtek, Olek, Wojtek (ur. 4 lipca 1907 w Goszczynie w powiecie grójeckim, zm. 14 marca 1944 w Radomiu) – polski działacz komunistyczny.

## Życiorys
Syn Jana i Marianny z Pietrusińskich. W 1927 ukończył seminarium nauczycielskie w Mogielnicy, jednak bez uzyskania dyplomu, przez co nie mógł podjąć pracy pedagogicznej. Pracował w gospodarstwie rolnym ojca w Goszczynie. W 1929 wstąpił do KZMP i KPP. 29 kwietnia 1929 został aresztowany w związku z likwidacją przez policję struktur Komitetu Dzielnicowego (KD) KZMP w Grójcu, jednak nie wytoczono mu procesu sądowego. W połowie 1933 zorganizował w Goszczynie komórkę KPP i został jej sekretarzem. Wchodził też w skład KD KPP w Grójcu, a od 1935 również w skład Komitetu Okręgowego (KO) Warszawa-Lewa Podmiejska. Przez pewien czas mieszkał w Warszawie, a jego mieszkanie wykorzystywano jako tzw. przyjazdówkę KPP.
Podczas okupacji niemieckiej 1940-1941 organizował w powiecie grójeckim Rewolucyjne Rady Robotniczo-Chłopskie "Młot i Sierp". Po powstaniu PPR już w styczniu 1942 utworzył jej komórkę, a w czerwcu 1942 KD w Grójcu. W lutym lub marcu 1942 został członkiem KO PPR Warszawa-Lewa Podmiejska. 1942-1943 tworzył struktury organizacyjne PPR w Okręgu. Był jednym z organizatorów oddziału partyzanckiego GL im. L. Waryńskiego. Od maja do grudnia 1943 był sekretarzem Częstochowsko-Piotrkowskiego KO PPR. Odbudował rozbite przez gestapo w marcu 1943 struktury PPR i GL, wykazując przy tym duże zdolności organizacyjne. Powołał KO PPR, sztab okręgu GL, doprowadził do konsolidacji rozproszonych komórek partyjnych w terenie, współuczestniczył w powstaniu grup bojowych GL i oddziału partyzanckiego im. Stefana Czarnieckiego.
W połowie grudnia 1943 został mianowany przez KC PPR sekretarzem Komitetu Obwodowego Radomsko-Kieleckiego PPR. Rozpoczął działalność od nawiązywania zerwanych nici organizacyjnych wśród członków PPR, głównie w okręgu Radom. Przystąpił też do organizowania konspiracyjnych rad narodowych, co szło opornie ze względu na nastroje ludności i widoczną słabość PPR. Mimo to udało mu się utworzyć kilka rad, m.in. w Ostrowcu, gdzie przez pewien czas mieszkał. Sfinalizował też przejście do PPR i AL Rewolucyjnej Grupy Inteligenckiej Grupy Wiejskiej "Świt". 14 marca 1944 w Halinowie podczas zebrania członków PPR i AL został ciężko postrzelony przez dwóch z uczestników (Boryczkę i Korycińskiego), według źródeł komunistycznych agentów gestapo, a faktycznie członków wywiadu NSZ. Zmarł w szpitalu w Radomiu.